# Kachikali
Kachikali är ett krokodilzoo i Bakau i Gambia, cirka 16 km från Banjul. På zooet bor idag cirka 80 krokodiler. I Gambia har krokodilen länge betraktats som ett heligt djur och en symbol för fruktbarhet.